# Nannopopillia seydeliana
Nannopopillia seydeliana är en skalbaggsart som beskrevs av Ohaus 1932. Nannopopillia seydeliana ingår i släktet Nannopopillia och familjen Rutelidae. Inga underarter finns listade i Catalogue of Life.